# Duy Khán
Duy Khán (tên khai sinh là Nguyễn Duy Khán; 1934-1993) là một nhà thơ, nhà văn Việt Nam, được  trao tặng Giải thưởng Nhà nước về Văn học Nghệ thuật năm 2012. Ông là Đại tá Quân đội nhân dân Việt Nam. Truyện ký ''Tuổi thơ im lặng'' là tác phẩm được nhiều người biết đến nhất của ông.

## Tiểu sử
Duy Khán, tên khai sinh là Nguyễn Duy Khán, sinh ngày 6 tháng 8 năm 1934, tại thôn Sơn Trung, xã Nam Sơn, huyện Quế Võ, tỉnh Bắc Ninh (nay là phường Nam Sơn, thành phố Bắc Ninh).
Thời niên thiếu, ông từng được đi học trong vùng Pháp kiểm soát, nhưng do ảnh hưởng của 2 người anh trai là Nguyễn Đình Thư và Nguyễn Đình Thả, năm 15 tuổi, ông bỏ dở việc học trốn ra vùng Việt Minh kiểm soát để nhập ngũ.
Do có nền tảng học vấn tốt so với thời bấy giờ, thay vì tham gia chiến đấu, ông được đơn vị phân công dạy học, rồi làm phóng viên chiến trường cho chương trình Phát thanh Quân đội. Ông được xem như là một phóng viên chiến trường năng nổ, có mặt trong hầu hết các chiến dịch lớn, từ Điện Biên đến đường 9 - Nam Lào, Campuchia. Năm 1972, ông về công tác ở Tạp chí Văn nghệ Quân đội, làm biên tập viên, từng có thời gian khá dài công tác ở quần đảo Trường Sa.
Sau khi nghỉ hưu với cấp bậc Đại tá, ông về Hải Phòng sống cùng gia đình ở phố Trần Nguyên Hãn, quận Lê Chân.
Ông đã được tặng thưởng: Huân chương Kháng chiến hạng Nhất; Huy chương Quân kỳ quyết thắng.
Ông mất ngày 29 tháng 1 năm 1993 tại thành phố Hải Phòng.

## Vinh danh
- Giải thưởng Nhà nước về Văn học Nghệ thuật (2012)

### Giải thưởng văn học
- Giải thưởng Hội Nhà văn Việt Nam (1987, truyện ký Tuổi thơ im lặng)

## Tác phẩm tiêu biểu
- Trận Mới (thơ, 1970)
- Một tiếng Xa Ma Khi (thơ, 1981, in chung với Xuân Miễn và Phạm Ngọc Cảnh)
- Tâm sự người đi (thơ, 1984)
- Tuổi thơ im lặng (hồi ký, 1986).